# La Matanza (partido)
La Matanza – gmina miejska (partido) w prowincji Buenos Aires w Argentynie. Liczy około 1,7 mln mieszkańców. Gmina miejska jest częścią aglomeracji Wielkiego Buenos Aires. Jest najbardziej zaludnioną gminą w prowincji Buenos Aires i największą gminą w kraju.

## Historia
Nazwa gminy związana jest z walką hiszpańskich kolonistów na czele z Diego Mendoza, bratem konkwistadora Pedro de Mendoza z plemieniem Querandi, która odbyła się w tym miejscu w 1536, gdzie on i jego 22 żołnierzy zginęły. Po tym, ten obszar oraz rzeka zostały nazwane La Matanza (z hiszp. rzeź), czasem używając liczby mnogiej.
Gmina nazywała się Partido Pago do 1730 roku, a następnie Partido de Matanza y Pozos: były to w dużej mierze bezludne obszary wiejskie. W 1784 gmina została podzielona na dwie: Las Matanzas i Cañada de Morón. W 1856 roku została założona stolica gminy San Justo.

## Miasta gminy
- San Justo
- Ramos Mejía
- Aldo Bonzi
- Rafael Castillo
- Ciudad Evita
- González Catán
- Gregorio de Laferrere
- La Tablada
- Lomas del Mirador
- Isidro Casanova
- Tapiales
- Veinte de Junio
- Villa Eduardo Madero
- Villa Luzuriaga
- Virrey del Pino

## Demografia
| Rok  | Liczba ludności |
| ---- | --------------- |
| 1869 | 3 248           |
| 1895 | 4 498           |
| 1914 | 17 935          |
| 1947 | 98 471          |
| 1960 | 401 738         |
| 1970 | 659 193         |
| 1980 | 949 566         |
| 1991 | 1 121 298       |
| 2001 | 1 255 288       |
| 2010 | 1 775 816       |